# Cambarus extraneus
Cambarus extraneus är en kräftdjursart som beskrevs av Hagen 1870. Cambarus extraneus ingår i släktet Cambarus och familjen Cambaridae. IUCN kategoriserar arten globalt som otillräckligt studerad. Inga underarter finns listade i Catalogue of Life.